# Popis stanovništva u Bosni i Hercegovini 1885.
Popis stanovništva u Bosni i Hercegovini je izvršen 1885. godine. Po popisu stanovništva na površini od 51.246 km2, 1885. godine u Bosni i Hercegovini živjelo je 1.336.091 stanovnika. 
- Broj stanovnika: 1.336.091
- Broj stanovnika ženskog spola: 631.066 ( -73.959)
- Broj stanovnika muškog spola: 705.025
- Broj žena u odnosu prema broju muškaraca 895 : 1000
- Broj domaćinstava: 226.699
- Veličina prosječnog domaćinstva: 5.9 članova/domaćinstvu
- Gustoća naseljenosti: 26.1 stanovnika/km2
- Prosječna starost žena: - godina
- Prosječna starost muškaraca: - godina

## Ukupni rezultati po vjerskoj pripadnosti
| \| Vjeroispovjest \| Broj \| Udio \| \| grčki pravoslavci 1 \| 571.250 \| 42.76 % \| \| muslimani 2 \| 492.710 \| 36.88 % \| \| rimokatolici \| 265.788 \| 19.89 % \| \| židovi \| 5.805 \| 0.43 % \| \| ostali \| 538 \| 0.04 % \| | 1 Do popisa 1905. godine popisivani kao grčki pravoslavci 2 Do 1901. godine službeno ime Muhammedaner, njemački: (muhamedanci), odnosi se na pripadnike islamske vjeroispovjesti. Izraz se može često naći i danas u sredstvima javnog izvještavanja (novinama i televiziji) u Austriji pogotovo ako se radi o vremenina austro-ugarske vladavine u Bosni i Hercegovini. Često se veže s rječju Bosniaken, njemački: (Bošnjaci), te se i time razgraničava od danas korištene riječi "Bosnier", njemački: (Bosanac), koji označava osobu s bosanskim državljanstvom. |         |
| Izvod iz popisa stanovništva BiH 1885. godine | |         |
| Vjeroispovjest | Broj | Udio    |
| grčki pravoslavci 1 | 571.250 | 42.76 % |
| muslimani 2 | 492.710 | 36.88 % |
| rimokatolici | 265.788 | 19.89 % |
| židovi | 5.805 | 0.43 %  |
| ostali | 538 | 0.04 %  |